# Humosu
Humosu – wieś w Rumunii, w okręgu Jassy, w gminie Sirețel. W 2011 roku liczyła 865 mieszkańców.